# Grónská vláda
Grónská vláda (grónsky Naalakkersuisut, dánsky Grønlands Landsstyre) je vláda autonomního území Grónska. Zastává výkonnou moc v zemi a o legislativní se dělí s grónským parlamentem (Inatsisartut). Grónsko má úplnou autonomii ve většině věcí. Vláda sídlí v hlavním městě Nuuk.

## Historie
Grónská vláda vznikla roku 1979, když Grónsko získalo autonomní postavení. Do té doby zemi řídil Grónská zemská rada v čele s guvernérem.

## Fungování
Nejvyššími dvěma posty je nejvyšší komisař pro Grónsko jmenovaný panovníkem/panovnicí Dánska a předseda vlády Grónska. Předseda vlády je volen parlamentem. Grónsko je rozděleno do několika samosprávných oblastí, které vždy spravuje některý člen vlády.

## Současný kabinet
Volby do grónského parlamentu v roce 2018 vyhrála strana Siumut. Šest dní po volbách, 4. prosince, oznámil předseda Siumutu Kim Kielsen, že chce opět sestavit novou vládu (v letech 2014 až 2018 vedl také vládu). Byla utvořena koalice mezi stranou Siumut, Demokraty a Atassutem. Jména nových ministrů byla oznámena 10. prosince. Členové vlády se průběžně měnili, naposledy se odehrála velká výměna na ministerstvu zahraničí a energií, ministerstvu průmyslu a ministerstvu sociálních věcí a spravedlnost v květnu 2020. Počet křesel se tak zvýšil na devět.
Změna složení vlády byla kritizována opozicí, zejména stranou Inuit Ataqatigiit, která kritizovala časté změny ve vládě.
Dne 11. března 2025 se konaly předčasné volby do grónského parlamentu ve kterých zvítězila opoziční strana Demokraté (Demokraat), kterou vede Jens-Frederik Nielsen, který se dne 28. března 2025 stal novým grónským premiérem. Demokraté získaly v nově zvoleném parlamentu 10 mandátů, druhá skončila opoziční strana Naleraq, která obsadila osm mandátů, třetí bylo Inuitské společenství (Inuit Ataqatigiit) se sedmi mandáty, čtvrtá Pokroková strana (Siumut) 4 mandáty a pátým subjektem bylo Attasut se ziskem dvou křesel.
| Funkce                                                               | Ministr/ministryně    | Strana            |
| -------------------------------------------------------------------- | --------------------- | ----------------- |
| Předseda vlády                                                       | Jens Frederik Nielsen | Demokraté         |
| Ministr školství, kultury a církve                                   | Nivi Olsen            | Inuit Ataqatigiit |
| Ministryně zahraničí a vědy                                          | Vivian Motzfeldtová   | Siumut            |
| Ministryně průmyslu a nerostných surovin                             | Naaja Nathanielsenová | Inuit Ataqatigiit |
| Ministr zdravotnictví a sociálních věcí                              | Anna Wangenheim       | Demokraté         |
| Ministr sociálních věcí, zaměstnanosti, vnitra a životního prostředí | Bentiarak Ottosen     | Atassut           |
| Ministr financí                                                      | Múte Bourup Egede     | Nunatta Qitornai  |
| Ministr pro děti, mládež a rodiny                                    | Mads Pedersen         | Inuit Ataqatigiit |
| Ministr rybolovu, lovu a zemědělství                                 | Petr Borg             | Demokraté         |
| Ministr pro bydlení a infrastrukturu                                 | Aqqaluaq B. Egede     | Inuit Ataqatigiit |